# 帝国战争内阁

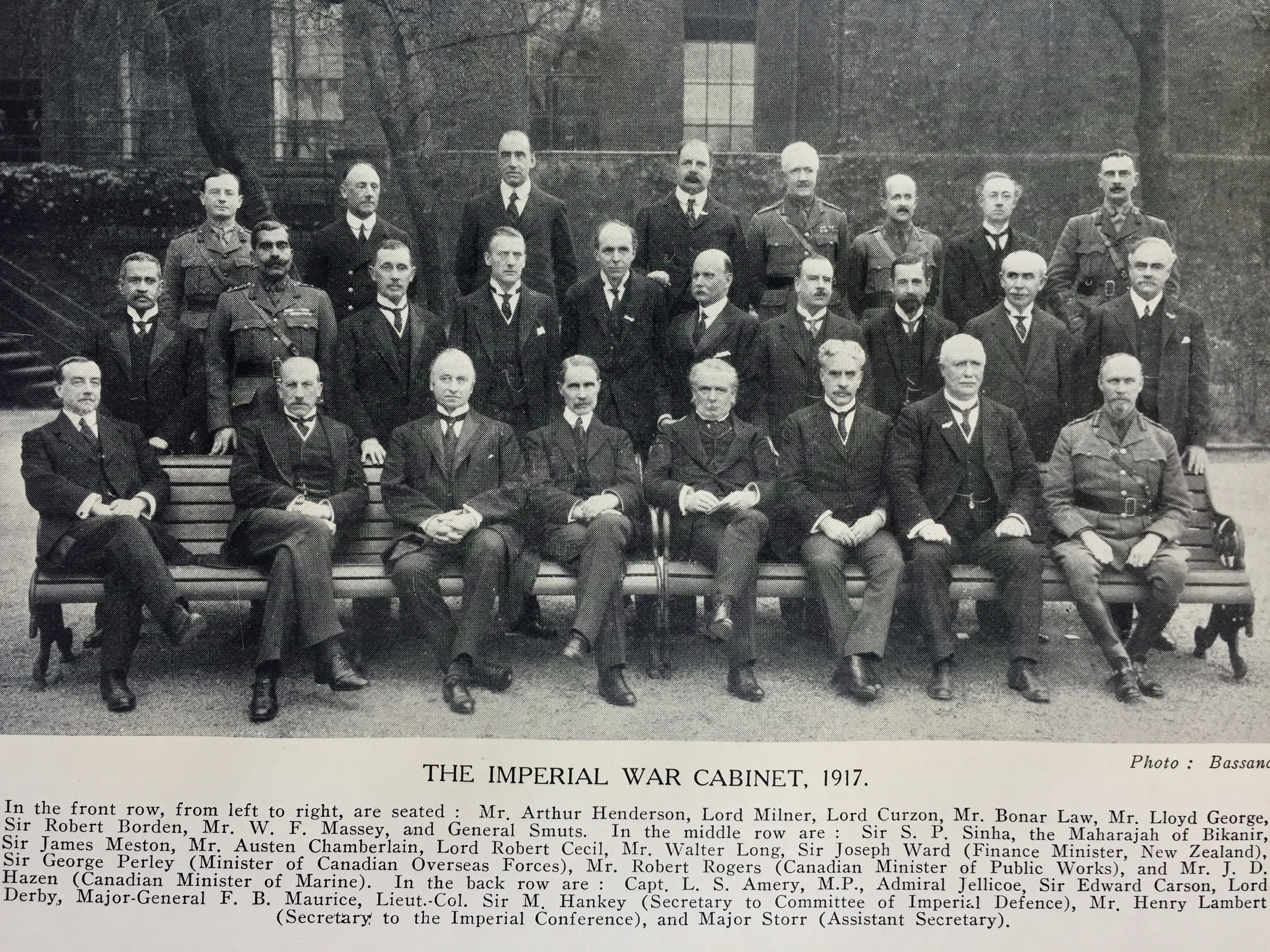
帝国战争内阁，1917年

帝国战争内阁（英文：Imperial War Cabinet - IWC）或称大英帝国战争内阁，是大英帝国在第一次世界大战期间的战时协调机构。内阁总共进行了三次会议，第一次在1917年的3月20日至1917年5月2日，第二次在1918年的6月11日至7月下旬，第三次则在1918年的9月20日至25日。帝国战争内阁包括了来自加拿大自治领、澳大利亚、英属印度、纽芬兰自治领、新西兰、南非以及英国（联合王国）的代表，内阁的成立影响了大英帝国在第一次世界大战期间的多方面决策，亦使得帝国的各个自治领的地位相对于大不列颠而言更加平等。帝国战争内阁的会晤与1917年及1918年的帝国战争会议（帝国会议的一部分）同时举行。

## 历史背景
1887年，第一届殖民地会议正式开幕，会议由帝國聯邦同盟为促进大英帝国间宗主国与殖民地更亲近及现实的关系开启；会议共有100余位代表参加，其中大多数为来自自治或仍处于殖民管辖的殖民地非官方观察员，值得留意的是，英属印度并未派出代表。而后殖民地会议改称帝国会议，并分别于1894年，1897年，1902年，1907年及1911年召开。
大英帝国在第一次世界大战爆发前曾存在陆军上的准备不足，仅拥有一支较小的专业陆军部队，军事人员数量约为247,432的常备军，大卫劳合乔治于1915年被任命为军需大臣并开始协助战争筹备事宜，而后在1916年9月7日成为英国首相。帝国战争内阁的成立之初的目的在于将各个自治领与英属印度的地位提升至其母国在帝国内的同等地位，以最终建立帝國聯邦。

## 历史会晤
1916年12月14日，时任联合王国首相的劳合·乔治通电大英帝国各殖民地与自治领，告知 “你们（即各殖民地及自治领）的首相（Prime Minister，或称总理）将成为战争内阁的成员”。扬·史末资（时任南非总理）于1917年3月12日到任；罗伯特·莱尔德·博登（时任加拿大总理）秘密启程并于1917年2月抵达，至1917年3月20日，所有自治领及殖民地的首相到任（除时任澳大利亚总理比利·休斯外），第一次帝国战争内阁会议召开。劳合·乔治说道，战争内阁的成立标志着“帝国历史上一个新纪元的开始”，《泰晤士报》在会议召开的第二天写到：
The new world is to redress the balance of the old .... The great European problems which fall to be settled by the verdict of war . . are henceforth problems for Canada and New Zealand and the other Dominions as well as Great Britain .... The War Cabinet which is now meeting is an executive cabinet for the Empire [sic]. It is invested with full responsibility for the prosecution of the war, including questions of Foreign Policy, of the provisioning of troops and munitions and of war finance. It will settle Imperial policy as to the time of peace.

新世界将要重新恒定旧世界的天平... 欧洲之重大问题将最终以战争的形式得以裁决... 而这个问题也将为大不列颠和加拿大、新西兰以及其他自治领所面对... 当下所会晤的战争内阁正是帝国进行战争的执行内阁，其将被赋予有关战争的全部职责及权利，囊括外交政策、军队的兵员、军需品的供应以及战争的财政等事务，以秉承帝国的政策直至和平的降临。
虽然战争内阁将由联合王国（或大不列颠）的首相亲自领导（缺位时将由加拿大总理代行职权），但参加内阁的自治领与殖民地均被平等对待。在1917年3月20日至5月2日期间，战争内阁共举行了14次会议，有关首相（总理）在内阁和同时举行的帝国战争会议（Imperial War Conferences）共同参议。

## 内阁成员
| 所属大英帝国成员国 | 领导人                   | 职务                                       | 参考         |
| ------------------ | ------------------------ | ------------------------------------------ | ------------ |
| 英国               | 大衛·勞合·喬治           | 英国首相（1917 – 1918）                    | [ 11 ]       |
| 英国               | 乔治·寇松勋爵            | 上議院領袖                                 |              |
| 英国               | 博納·勞                  | 财政大臣和下議院領袖                       |              |
| 英国               | 沃尔特·朗                | 殖民地国务卿                               | [ 12 ]       |
| 加拿大             | 约翰·道格拉斯·哈曾       | 渔业，海洋和加拿大海岸警卫队部长（1917年） | [ 12 ] [ a ] |
| 加拿大             | 罗伯特·罗杰斯            | 公共工程部长（1917）                       | [ 12 ] [ b ] |
| 加拿大             | 罗伯特·莱尔德·博登       | 加拿大總理（1917 – 1918）                  |              |
| 加拿大             | 乔治·佩利                | 海外军事部长（1917）                       | [ 12 ]       |
| 加拿大             | 阿瑟·米恩                | 内政部长（1918）                           | [ 13 ]       |
| 加拿大             | 詹姆斯·卡尔德            | 移民部长（1918）                           |              |
| 加拿大             | 牛顿罗威尔               | 枢密院主席（1918）                         |              |
| 南非               | 扬·史末资                | 南非总理（1917 – 1918）                    | [ 14 ]       |
| 南非               | 亨利·伯顿                | 铁道部长（1918）                           |              |
|                    | 比利·休斯                | 澳大利亞總理（1917年至1918年）             | [ 15 ]       |
| 約瑟夫·庫克        | 海军部长（1918）         |                                            |              |
| 新西兰             | 威廉·弗格森·梅西         | 新西兰总理（1917 – 1918）                  | [ 16 ]       |
| 新西兰             | 约瑟夫·沃德              | 新西兰副总理（1917 – 1918）                |              |
| 纽芬兰自治领       | 爱德华·莫里斯            | 纽芬兰首相（1917）                         | [ 17 ]       |
| 纽芬兰自治领       | 威廉·劳埃德              | 纽芬兰首相（1918）                         |              |
| 英属印度           | 奥斯丁·张伯伦            | 印度国务卿（1917）                         | [ 18 ]       |
| 英属印度           | 埃德温·蒙塔古            | 印度国务卿（1918）                         | [ 18 ]       |
| 英属印度           | 詹姆斯·梅斯顿            | 阿格拉和乌德联合省的州长（1917）           |              |
| 英属印度           | 甘加·辛格                | Bikaner的大君（1917）                      |              |
| 英属印度           | Satyendra Prasanna Sinha | 孟加拉总督执行理事会成员（1918）           | [ 18 ]       |